# 1952年南京高等学校院系调整
南京市高等学校在1952年经历了中华人民共和国中央人民政府教育部在全国高等学校统一部署进行的院系调整，从调整前的南京大学、金陵大学2所大学及华东水利专科学校、华东药学专科学校2所专科，转变为调整后的9所大学，即：南京大学、南京工学院（现东南大学）、南京农学院（现南京农业大学）、南京师范学院（现南京师范大学）、华东水利学院（现河海大学）、华东航空学院（现西北工业大学）、南京林学院（现南京林业大学）、南京药学院（现中国药科大学）、第五军医大学（并入第四军医大学）。1953年，高等教育部对各高校的系科专业进行了局部调整。此后数年间，南京高校又先后经历了西迁和“教育大跃进”，到20世纪60年代初，现在南京各高校的格局已基本形成。

## 院系调整
| 校名         | 系科数(专业数) | 学生数 | 教员数 |
| ------------ | -------------- | ------ | ------ |
| 南京大学     | 13(24)         | 1772   | 254    |
| 南京工学院   | 7(20)          | 1948   | 265    |
| 南京农学院   | 5              | 722    | 145    |
| 南京师范学院 | 6              | 638    | 106    |
| 华东水利学院 | 4(8)           | 1022   | 61     |
| 华东航空学院 | 2(4)           | 453    | 52     |
| 南京林学院   | 未设系(4)      | 236    | 20     |
| 华东药学院   | 4              | 896    | 62     |
| 第五军医大学 | ?              | ?      | ?      |

1952年，华东地区的院系调整全面展开，上海和南京两直辖市是调整的重点。8月，成立了华东地区高等学校院系调整委员会及各分会，调整委员会制定了《华东区高等学校院系调整设置方案》（实际调整情况与方案略有不同）。
南京市的高校院系调整由华东区高等学校院系调整委员会南京分会（以下简称“分调会”）执行。南京大学和金陵大学的合并调整是南京市的院系调整的中心，在分调会成立前，两校已经成立了校务委员会联席会议，讨论两校合并调整的方案。1952年3月4日，以南京市市长柯庆施的名义呈报了《关于南京大学、金陵大学合并调整方案的请示》。7月26日，南京大学、金陵大学两校校务委员会联席会议通过《南京大学、金陵大学两校合并调整工作进行办法》，上报华东教育部。联席会议还决定，在中央教育部和华东教育部未正式组织两校合并调整领导机构以前，一切有关两校合并调整的工作布置和重大事项由两校校务委员会常委联席会决定。7月28日，《华东区高等学校院系调整方案（草案）》正式下达。7月30日，两校常委联席会议通过并公布“南京大学建校筹备委员会”、“南京工学院建院筹备委员会”、“南京农学院建院筹备委员会”、“南京师范学院建院筹备委员会”名单，以上各校建筹委员会负责协调各校的建校筹备工作。华东水利学院、华东航空学院和华东林学院的建立则由于事涉外地高校，其建筹委员会稍后才正式成立。。9月8日，南京分调会公布了南京各校的建筹委员会名单，在中央教育部任命校长（院长）以前，各校以建筹委员会为最高领导机构。
南京市在1952年的院系调整后设有9所高等学校，其中8所与原南京大学和金陵大学有关，其中：南京大学、南京工学院、南京农学院、南京师范学院是以原南京大学和金陵大学的有关院系作为主体组建的，华东水利学院（现河海大学）、华东航空学院、南京林学院是以原南大（或金大）和其他高校的有关系科合并组建的，第五军医大学是1951年时直接由原南京大学医学院转建的，另一所是在华东药学专科学校等校的基础上成立的南京药学院。在院系调整之外，同期在南京还新建了南京航空工业专科学校。1953年，中央高教部在华东区又进行了系科（专业）调整。

### 文理科

#### 南京大学
1952年，以原南京大学文、理学院与金陵大学文、理学院合并，调入同济大学外文组、震旦大学法文组、复旦大学德文组，齐鲁大学天文算学系与中山大学天文系，成立文理科的综合大学，仍名南京大学，校址设原金陵大学天津路部。设中国语言文学系、俄罗斯语言文学系、西方语言文学系、历史学系、数学系、物理学系、化学系、天文学系、生物学系、心理学系、地质学系、地理学系和气象学系等13个系20个本科专业，并设4个专修科专业。10月1日，举行南京大学校匾揭幕典礼，10月10日开学。中央人民政府任命潘菽（原南京大学校长）为校长，孙叔平（原南京市文教局长）为第一副校长，李方训（原金陵大学校长）为第二副校长，保留原南大、金大必要职员组织行政机关。原南京大学及前金陵大学的档案、文物，除需立即应用者以外均归南京大学。全校专任教师253人，本科生1296人，专科生482人。
1953年系科调整中，浙江大学地理组及四川大学地理学系并入南京大学地理学系。1956年，心理系迁往北京组建中国科学院心理研究所。

### 工科

#### 南京工学院
1952年，以原南京大学工学院为基础，合并原南京大学农学院食品工业系，金陵大学理学院电机系、化工系，私立江南大学机械系、电机系、食品工业系，武汉大学园艺系农产品加工组和农化系农产制品组、浙江大学农化系以及复旦大学农化系，成立多科性的工业大学，名为南京工学院。考虑到南京工学院规模较大以及未来发展的需要，将南京高校中校舍面积最大的原南京大学四牌楼本部作为南京工学院校址。张江树（原南京大学教务长、理学院院长）、钱锺韩（原南京大学工学院院长）任建院筹备委员会正副主任，以原南京大学职员组织行政机关。建院初设建筑系、机械工程系、电力工程系、电信工程系、土木工程系、化学工程系、食品工业系等7个系及基础课教研组，设10个本科和10个专修科专业。1952年底，有专任教师265人、学生1948人。11月张江树调华东化工学院后，由汪海粟任院长兼党委书记，钱锺韩任副院长。在1953年系科调整中，并入了浙江大学、山东工学院、厦门大学和交通大学的无线电通讯与广播专业，以及厦门大学机械系热动装置专业。
与南京工学院同时建校的华东航空学院和华东水利学院当时尚未建成校舍且缺少基础课师资，南京工学院将四牌楼部分校舍借给华航和华水，三院在四牌楼合校办学，部分职能部门由南工统办，公共课、基础课和部分基础技术课的教学由南京工学院承担，三院相近专业的学生同堂上课。1953年华水迁往西康路现址和1954年华航迁往中山门外卫岗时，南工又向华水和华航调配了一批教师。

#### 华东水利学院
1952年8月，华东军政委员会教育部和华东区高等学校院系调整委员会决定，以交通大学水利系、南京大学工学院水利系与同济大学土木系水利组、浙江大学土木系水利组以及华东水利专科学校水利工程专修科共同组建华东水利学院。8月8日，华东水利学院建校筹备委员会在上海成立，以倡议建立该学院的刘宠光（华东水利部第一副部长）为主任委员，严恺（曾任中央大学水利系、交通大学水利系教授）为副主任委员。9月下旬至10月初，沪杭两地三校的师生及教职工家属抵达南京集中，合计五校共有：交通大学教师14人及学生106人，南京大学教师10人及学生71人，同济大学教师6人及学生28人，浙江大学教师7人及学生57人，华东水利专科学校教师10人及学生71人。学院职能部门由教员家属组成，部分由南京工学院统办。学院于10月27日正式开始上课，当年招收的新生700人11月3日起在南工上课。学院共有教师70人、学生1017人，设水力发电、水利土壤改良、水文、水工结构共4系及对应的4个专修科。12月，华东军政委员会提请中央任命水利部副部长钱正瑛兼任院长，严恺为第一副院长，裴海萍为第二副院长。由于清凉山新院址尚未建成，1952学年度时华东水利学院部分暂时设在南京工学院四牌楼办学办公。清凉山院址由同济大学帮助规划设计，1953年9月全院迁入清凉山西康路现址。
在1953年的系科调整中，并入了厦门大学土木系水利组教师3人、学生82人，山东农学院农田水利系教授1人、学生67人，淮河水利学校水利工程专修科学生49人。1955年，从武汉水利学院调入水道海港系教师5人、学生193人，同时华水水利土壤改良系教师5人、学生234人调至武汉水利学院。

#### 华东航空学院
1951年11月，中央教育部计划将南京大学、浙江大学、交通大学的航空系集中在交通大学，成立航空工程学院。1952年1月9日，华东军政委员会教育部召集三校航空系代表在交通大学研究具体合并方案。1952年5月，中央教育部决定将这三校的航空系在南京合并组建华东航空学院。同年夏，华东区高等学校院系调整委员会指定范绪箕（原浙江大学教务总长、航空系首任系主任）为学院筹备小组召集人（后任院务委员会主任兼教务长、副院长兼教务长）。1952年10月，三校航空系的教师和一、二年级200余名学生（三、四年级学生已毕业）在南京集中，三校设备中包括全国仅有的3台风洞中的两台（原南大与浙大航空系各一台）。学院10月18日正式上课，截至年底有教师52人，学生453人。当时学院设航空发动机系和飞机系，由王宏基（原交通大学教授）、黄玉珊（原南京大学教授）分任系主任，每系各有设计与制造两个专业。由于校舍尚未开始建设，而且学院的基础课师资来不及配齐，华航自1952年秋至1954年夏的两个学年均设在南京工学院四牌楼校内，部分课程由南工协助。1953年初开始，学院在中山门外紫金山南麓的卫岗建设校舍，由南京工学院规划设计，1954年夏迁入。

### 农科

#### 南京农学院与南京林学院
1952年，原南京大学农学院与金陵大学农学院合并，并入浙江大学农学院畜牧兽医系，成立南京农学院；原南京大学农学院林学系与金陵大学森林系合并，组建华东林学院，9月正式定名为南京林学院。两校农学院调整至其他高校的包括：原南大农学院园艺系保留必要教师后调整至浙江农学院和山东农学院，原南大农学院食品工业系调整至南京工学院，原金大农学院植物系保留必要教授后调整至南京大学生物系，原南大、金大农学院的蚕桑组师资设备调整至安徽农学院。
由于南林暂时达不到独立建院的条件，因此南农与南林两院暂时又以“南京农林学院”的名义合校办学、合署办公，院址仍设在丁家桥的原南京大学农学院校舍。南京农林学院建筹委员会以金善宝（原南京大学农学院院长）为主任委员，靳自重（原金陵大学农学院院长）、郑万钧（原南京大学农学院副院长、林学系系主任）为副主任委员，1952年10月20日两院正式开学后，华东教育部提请中央任命金善宝为南京农林学院院长兼南京农学院院长，靳自重为南京农林学院副院长兼南京农学院副院长，郑万钧为南京农林学院副院长兼南京林学院院长。两院以原金陵大学职员组织行政机关。
南京农学院设畜牧兽医、农学、植保、土壤农化、农业机械化、农业经济等6个系，1952年底专任教师145人，学生722人。金善宝任院长。1958年从丁家桥迁至中山门外卫岗现址（华东航空学院内迁后空出）。
南京林学院1952年建院时没有设系，有造林、森林经营、森林工程3个专业，并设林业专修科、林业训练班和森林利用训练班。当年底，有教师20人，学生236人。郑万钧为为院长。1953年成立了林学系和森林工业系。1955年9月10日，华中农学院林学系调整到南京林学院。同月，学院迁至太平门外锁金村现址（原金陵大学武庄农场）单独建院。

### 师范

#### 南京师范学院
1952年，原南京大学师范学院的教育、幼稚教育、美术、音乐、体育等5系，与金陵大学的教育、儿童福利2系合并，调入震旦大学托儿专修科、岭南大学儿童福利组、南京师专数理班，成立南京师范学院，设在原金陵大学宁海路部（前金陵女子文理学院旧址）。1952年底设中文、教育、幼稚教育、美术、体育、音乐等6系及数学、生物、地理3个专修科，专任教师106人，学生638人。陈鹤琴（原南京大学师范学院院长）为南京师范学院院长，吴贻芳（原金陵女子学院院长）、纵翰民为副院长，以原金陵大学职员组织行政机关。

### 医科

#### 第五军医大学
1950年12月，南京大学医学院从南京大学剥离，由华东军政委员会卫生部直接领导，学院名称暂时不变，校址仍设在原南京大学丁家桥二部医学院处。1952年1月，改属中国人民解放军序列，更名为华东军区军医学院，3月改名第三军医学院，12月改名为第五军医大学。

#### 华东药学院
1952年8月，华东药学专科学校（原国立药学专科学校）、齐鲁大学药学系和东吴大学药学专修科合并组建华东药学院。设药剂学、生药学、分析鉴定、药物化学等4个系。1956年9月更名南京药学院。

### 调出系科
原南京大学：
- 文学院：哲学系调整至北京大学
- 法学院撤销，其中：法律系、政治系调整至华东政法学院，经济系调至复旦大学。[2]
- 师范学院：体育系调整至上海，参与组建华东体育学院。[2]
- 农学院：园艺系并入浙江农学院，园艺系果树组并入山东农学院，桑蚕专修科并入安徽大学（安徽大学农科后分出成为安徽农业大学）。

原金陵大学：
- 音乐系调整至上海的中央音乐学院华东分院[2]。
- 经济系调至复旦大学
- 电影播音科调整至上海，与上海市立戏剧专科学校等合并成立中央戏剧学院华东分院。[2]
- 体育系调整至上海，参与组建华东体育学院。[2]

## 后续

### 高校西迁
1952年和1953年的院系调整主要在各大区内进行，地区之间的教育不平衡仍然没有改善。另一方面，高校最为集中的华东当时处于美台的军事威胁之下。为了改变东西部教育不平衡的情况，并为同时在西部进行的工业建设配套，中央决定从东部抽调高校到西部建校。
- 在中央决定高校西迁之前，1954年时中央军委决定对军医大学进行整编，已将第五军医大学于9月西迁西安与第四军医大学合为新的第四军医大学。留在南京的剩余人员9月18日组建第六军医学校。
- 1955年，中央高教部和二机部决定将南京工学院无线电系、交通大学有线电系、华南工学院无线电系全部迁至成都组建成都电讯工程学院（今电子科技大学）。经南京工学院和江苏省向周恩来总理反映不宜搬迁的意见，两部决定南京工学院无线电系只迁出三分之一教师及部分有线电设备。
- 1955年，中央高教部和二机部提出将南京航空工业专科学校迁往西安并升级为学院，但南京航专校长表示有困难，华东航空学院院长寿松涛主动请缨要求西迁并得到批准。1956年4月，中央高教部和二机部决定将南京航空工业专科学校升格为南京航空学院（现南京航空航天大学），同年苏州航空工业专科学校并入。1956年暑假后，华东航空学院全部搬迁西安并更名为西安航空学院，1957年与西北工学院合并为西北工业大学。

### 教育大跃进
在大跃进的形势下，1958年教育管理权限下放到地方，江苏省提出要建立百所大学，一方面将老高校的系科分出独立，另一方面将专科学校升格为本科或者直接创办新校。在后来的调整时期，除了老高校分出的学校以外，其他新建的高等学校几乎又全部停办或降级。大跃进期间在南京成功建立并继续发展的高校如下：
- 1958年6月，江苏省决定以南京工学院食品工业系全部师资设备为基础筹建南京粮食食品学院，8月迁往无锡正式建立无锡轻工业学院。[26]现为江南大学。
- 1958年7月，江苏省决定以南京工学院化学工程系全部师资设备为基础筹建南京化工学院，8月正式建院。1959年2月迁至南京农学院丁家桥旧址。现为南京工业大学。
- 1958年9月，邮电部将直属的南京邮电学校升格为南京邮电学院。现为南京邮电大学。
- 1958年9月，中国人民解放军第六军医学校（1954年9月以第五军医大学西迁后留宁人员为基础成立）转隶于铁道部并升格为南京铁道医学院。现为东南大学医学院。
- 1958年，江苏省中医学校升格为南京中医学院。现为南京中医药大学。
- 1959年，南京艺术专科学校（原华东艺术专科学校，1958年从无锡迁至南京）升格为南京艺术学院。[27]
- 1960年1月，农业机械部决定以南京工学院农业机械、汽车与拖拉机2个专业全部师资设备为基础筹建南京农业机械学院，9月正式建院。1961年迁往镇江，6月更名为镇江农业机械学院。[28]现为江苏大学。
- 1960年1月，教育部批准中央气象局建立气象学院的申请，决定以南京大学气象系为基础建院，初名南京大学气象学院，学院师资由中央气象局调配。1963年5月正式独立建院，更名南京气象学院。[29]现为南京信息工程大学。

### 其他
南京航空工业专科学校1952年在南京成立，现为南京航空航天大学。1951年，重工业部航空工业局（后改名第二机械工业部第四局）决定以南京511厂为依托建校，11月成立南京学校建校委员会，以511厂厂长邓永清为主任。1952年6月定名南京航空工业专科学校，9月任命邓永清为校长。10月19日开学，20日正式上课，有学生973人，设活塞式发动机制造、喷气式发动机制造、飞机制造、航空仪表制造、飞机电气设备安装及实验、航空机械加工6个专修科。校址在明故宫遗址。
江苏医学院1957年由镇江迁至南京并更名南京医学院，现为南京医科大学。1960年，中国人民解放军军事工程学院炮兵工程系由哈尔滨迁至武汉单独建立中国人民解放军炮兵工程学院，1962年迁至南京，现为南京理工大学。